# Henry Ford
Henry Ford (30 tháng 7 năm 1863 – 7 tháng 4 năm 1947) là người sáng lập Công ty Ford Motor. Ông là một trong những người đầu tiên tiên phong áp dụng sản xuất dây chuyền lắp ráp trong ngành công nghiệp ô tô. Ông không chỉ cách mạng ngành công nghiệp sản xuất ở Hoa Kỳ và châu Âu mà còn có nhiều ảnh hưởng tới kinh tế và xã hội thế kỷ XX tới mức phối hợp giữa sản xuất hàng loạt, tiền lương cao và giá thành sản phẩm thấp cho người tiêu dùng đã được gọi là "Chủ nghĩa Ford." Ông đã trở thành một trong hai hay ba người giàu nhất thế giới thế kỷ XX; ông để lại hầu như toàn bộ tài sản của mình cho Quỹ Ford, nhưng vẫn thu xếp để gia đình ông giữ được quyền quản lý công ty.

## Tuổi trẻ

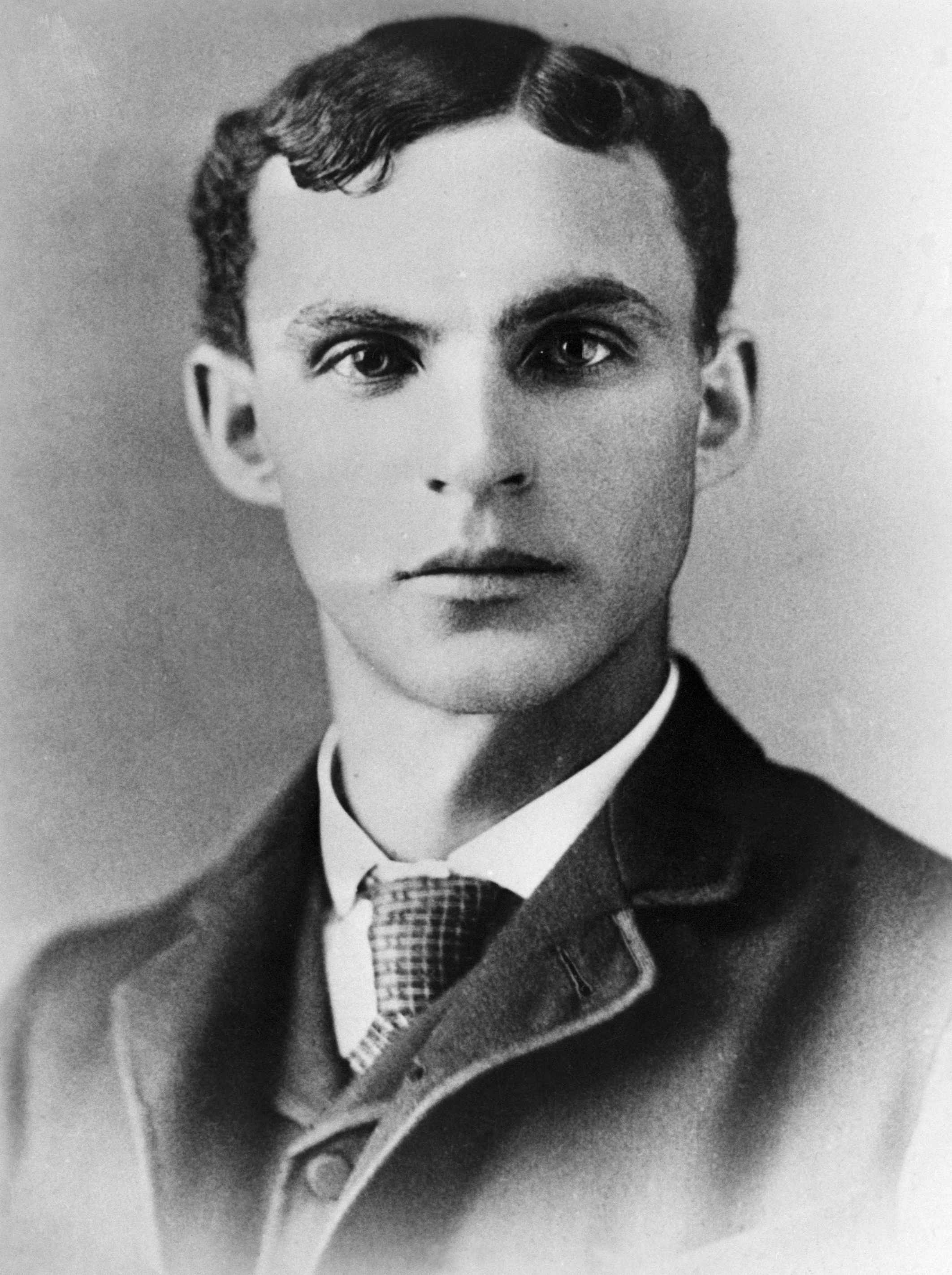
Henry Ford năm 1888

Ford sinh ra ở một trang trại thịnh vượng ở hạt Springwells (hiện ở thành phố Dearborn, Michigan) do cha mẹ ông sở hữu, William Ford (1826-1905) và Mary Litogot (1839–1876), là những người nhập cư từ Quận Cork, Ireland. Gia đình Ford có nguồn gốc từ tây nước Anh – họ đã buộc phải rời khỏi đất đai ở Somerset và 'di cư' đến Ireland. Những anh chị em ruột của ông gồm: Margaret Ford (1867–1968); Jane Ford (1868–1945); William Ford (1871–1917) và Robert Ford (1873–1934).
Vào mùa hè năm 1873, Henry lần đầu nhìn thấy một cái máy tự chạy trên đường, một cái động cơ hơi nước đứng yên được dùng để đập lúa hay để cung cấp sức lực cho một máy xay. Người điều khiển nó, Fred Reden, chất nó lên trên mấy cái bánh được nối với một sợi xích lái. Henry bị cái máy quyến rũ và trong năm sau Reden dạy Henry cách khởi động và điều khiển cái máy đó. Sau này Ford nói, chính kinh nghiệm đó "đã chỉ cho tôi thấy rằng tôi là một kỹ sư từ trong bản năng."
Henry đem theo sự đam mê máy móc về nhà. Cha ông đã cho ông một cái đồng hồ đeo tay khi ông bắt đầu sang tuổi thanh niên. Tới mười lăm tuổi, ông đã nổi tiếng là một người sửa chữa đồng hồ giỏi, đã từng tháo ra và lắp lại các loại đồng hồ của bạn bè và hàng xóm hàng chục lần.
Mẹ ông chết năm 1876. Đó là một sự kiện làm Henry bị sốc nặng. Cha ông hy vọng rằng cuối cùng Henry sẽ quản lý trang trại của gia đình, nhưng ông không thích nghề nông. Và cùng với cái chết của mẹ, không còn nhiều điều hứng thú có thể giữ ông ở lại trang trại nữa. Sau này ông nói, "Tôi không bao giờ có bất kỳ một tình cảm đặc biệt nào với trang trại. Chính mẹ tôi ở trang trại mới là điều tôi yêu quý."
Năm 1879, ông rời gia đình để đến thành phố gần đó Detroit và làm việc với tư cách thợ học việc, đầu tiên với James F. Flower & Bros., và sau đó với Detroit Dry Dock Co. Năm 1882, ông quay trở lại Dearborn để làm việc ở trang trại gia đình và trở thành người lão luyện trong việc điều khiển máy hơi nước loại nhỏ Westinghouse. Vì vậy ông được Công ty Westinghouse thuê để bảo dưỡng các loại máy móc.
Lúc ông lấy Clara Bryant năm 1888, Ford tự kiếm sống bằng cách lao động ở trang trại và điều hành một nhà máy cưa. Họ chỉ có một đứa con: Edsel Bryant Ford (1893–1943).
Năm 1891, Ford trở thành một kỹ sư ở Edison Illuminating Company, và sau khi ông được thăng chức lên làm kỹ sư trưởng năm 1893, ông đã có đủ thời gian và tiền bạc để dành cho sự chú tâm của mình tới việc thực nghiệm máy chạy xăng. Những cuộc thực nghiệm đó lên tới đỉnh điểm năm 1896 khi ông hoàn thành một phương tiện tự hành đầu tiên của mình được đặt tên là Quadricycle, ông đã lái thử nó vào ngày 4 tháng 6 cùng năm. Sau nhiều lần lái thử nghiệm, Henry Ford bất chợt nghĩ ra nhiều cách để cải thiện chiếc Quadricycle.

## Công ty ô tô Detroit
Sau thành công ban đầu này, Ford rời Công ty chiếu sáng Edison năm 1899 cùng nhiều nhà đầu tư khác, sau đó họ thành lập Công ty ô tô Detroit. Công ty ô tô Detroit nhanh chóng phá sản sau đó bởi vì Ford tiếp tục cải tiến thiết kế, chứ không bán xe. Ford cho xe của mình chạy đua với xe của các công ty khác để thể hiện các ưu thế trong thiết kế của ông. Vì ông chú ý tới xe đua, ông đã thành lập nên một công ty thứ hai, Công ty Henry Ford. Trong giai đoạn này, chính ông là người lái xe và chiến thắng trong cuộc đua với Alexander Winton, một tay đua nổi tiếng và rất được hâm mộ vào ngày 10 tháng 10 năm 1901. Ford bị các nhà đầu tư buộc phải rời công ty và người thay thế ông là Henry M. Leland năm 1902, và công ty được tổ chức lại thành Cadillac.

## Công ty Ford Motor
Henry Ford, cùng với mười một nhà đầu tư khác và $28.000 tiền vốn lập ra Công ty Ford Motor năm 1903. Ford đã lái một chiếc xe được thiết kế mới hoàn toàn tới một cuộc triển lãm trong đó chiếc xe đã chạy qua khoảng cách một dặm trên mặt băng hồ St. Clair trong 39.4 giây, đó là một tốc độ kỷ lục trên mặt đất mới. Bị thuyết phục bởi thắng lợi này, tay đua nổi tiếng Barney Oldfield, người đã đặt tên model "999" mới này của Ford để tỏ lòng trân trọng với một cuộc đua xe lửa mới ngày hôm đó, đã lái chiếc xe chạy vòng quanh đất nước và làm cho thương hiệu Ford trở nên nổi tiếng trên khắp Hoa Kỳ. Henry Ford cũng là một trong những người đầu tiên ủng hộ giải đua Indianapolis 500. Henry Ford đã làm các nhà tư bản bạn ông sửng sốt khi tăng lương ngày lên gấp đôi cho đa số công nhân của ông vào năm 1914, mười một năm sau khi ông lập nên nhà máy ô tô đầu tiên của ông. Ông biết điều mình đang làm. Khả năng mua sắm của công nhân tăng lên, và nó kích thích nhu cầu tiêu thụ của họ. Ford gọi đó là 'động cơ lương.' Việc áp dụng hệ thống chiều dọc và một số mưu kế kinh doanh khác cũng góp phần vào thành công của công ty.

### Model T
Năm 1908, Công ty Ford tung ra Model T được thiết kế bởi một người Hungary, Jozsef Galamb. Từ 1909 đến 1913, Ford bước vào tháo rời những chiếc Model T trong các cuộc đua, hoàn thiện trước (mặc dù sau đó không đạt quy cách) trong một cuộc đua "hai đại dương" (xuyên Hoa Kỳ) năm 1909, và thiết lập một kỷ lục tốc độ khi chạy trên đường tròn ở Detroit Fairgrounds năm 1911 với tay đua Frank Kulick. Năm 1913, Ford cố gắng chế tạo lại Model T trong cuộc đua Indianapolis 500, nhưng được thông báo rằng các quy định đòi hỏi chiếc xe phải được tăng thêm trọng lượng 1.000 pounds (450 kg) trước khi nó có thể tham gia đua. Ford bỏ cuộc, và nhanh chóng sau đó từ bỏ hẳn các cuộc đua và chỉ trích rằng ông không hài lòng với các quy định của môn thể thao đó và lúc ấy ông cần dành thời gian cho việc chế tạo Model T đang ngày càng phát triển.
Tới năm 1913, đua xe không còn là cách cần thiết để quảng cáo xe với công chúng nữa bởi vì Model T đã nổi tiếng và có mặt ở mọi nơi trên những con đường nước Mỹ. Chính vào năm này, Henry Ford đã đưa dây chuyền lắp ráp chuyển động vào trong các nhà máy của mình, nó cho phép tăng năng xuất lên rất cao. Mặc dù tên Ford thường gắn liền với các ý tưởng, một số nguồn khác tạm thời cho thấy rằng ý tưởng và sự phát triển của nó bắt nguồn từ từ Clarence Avery, Peter E. Martin, Charles E. Sorensen, và C.H. Wills. (Xem Piquette Plant)

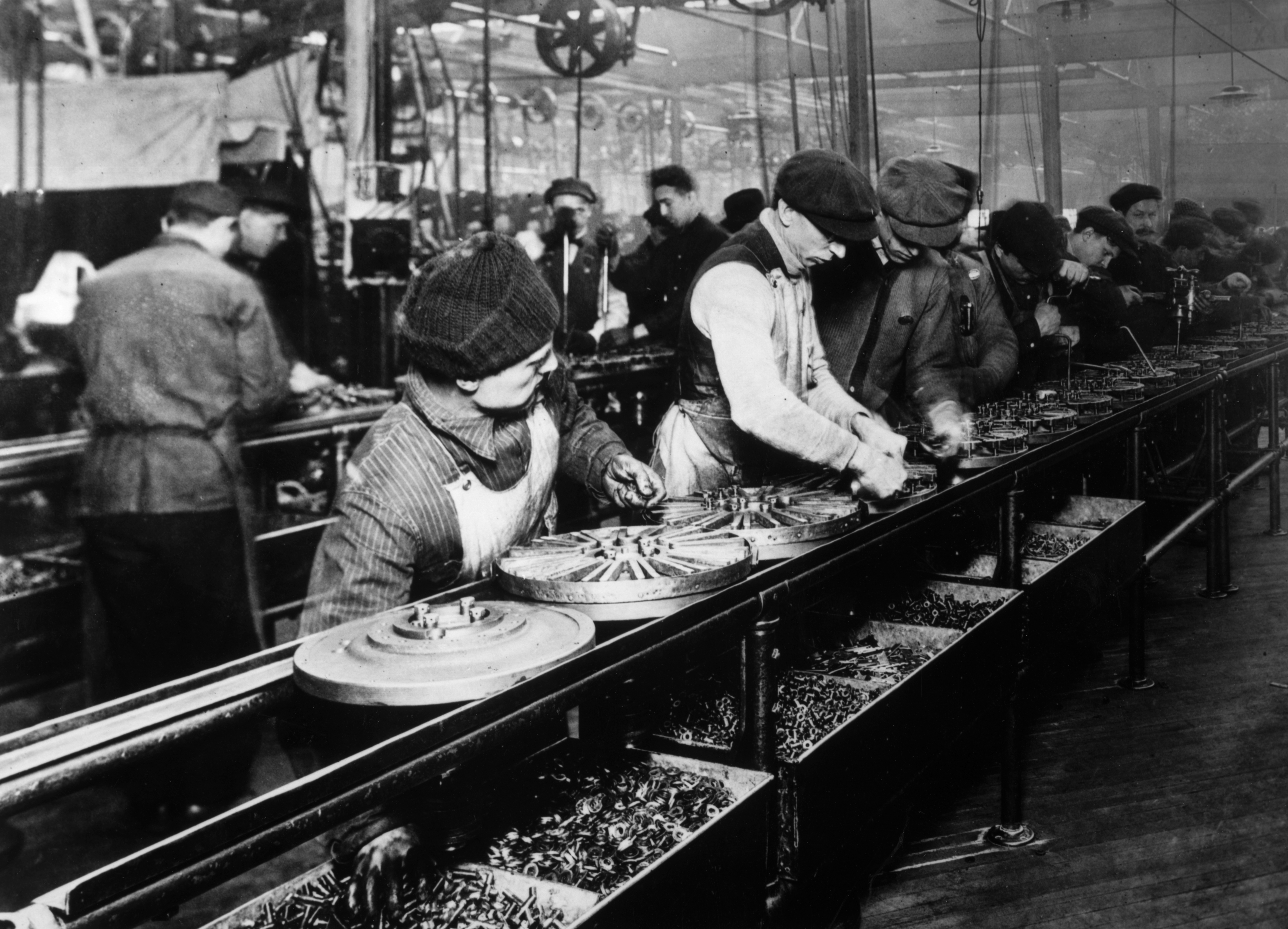
Ford Assembly Line, 1913

Tới năm 1918, một nửa số ô tô ở Mỹ là Model T. Thiết kế của Model T, vốn được Henry Ford nồng nhiệt tán thưởng và ủng hộ, tiếp tục tồn tại đến năm 1927 (sau khi sự nổi tiếng trong đại chúng của nó đã nguội), với tổng số sản xuất lên đến mười lăm triệu chiếc. Đây là một kỷ lục còn tồn tại trong 45 năm tiếp sau đó. Mọi người cho rằng Ford đã nói, "Bất kỳ khách hàng nào có thể có một chiếc xe được sơn bất kỳ màu ông ta muốn cho tới khi nó vẫn là màu đen," dù câu chuyện này có vẻ không chính xác. Trước đó Model T được sơn nhiều màu, kể cả màu đỏ cho tới khi sự phát triển của dây chuyền lắp ráp áp đặt màu đen bởi vì nó có thời gian khô khô nhanh hơn,
Tháng 12, 1918, sau khi thua trong cuộc chạy đua chức nghị sĩ, Henry Ford chuyển quyền quản lý Ford Motor cho con trai Edsel Ford. Tuy nhiên, Henry vẫn giữ quyền quyết định tối hậu và thỉnh thoảng đảo ngược ý kiến của con trai. Henry và Edsel mua tất cả cổ phiếu còn lại từ các nhà đầu tư khác, vì thế gia đình họ sở hữu riêng cả công ty.
Tới giữa thập kỷ 1920, doanh số bán Model T bắt đầu sụt giảm vì sự cạnh tranh đã tăng mạnh. Những nhà sản xuất ô tô khác tung ra các kế hoạch thanh toán giúp khách hàng có thể mua xe của họ, thường là có thêm các đặc tính kỹ thuật hiện đại và kiểu cách mà Model T không có được. Dù có những thúc ép của Edsel, Henry vẫn kiên quyết từ chối tích hợp thêm các tính năng mới vào Model T hay tạo dựng một kế hoạch tài chính khách hàng.

### Model A và thời gian sau đó
Tới năm 1926, doanh số bán thấp kém của Model T đã thuyết phục được Henry về điều Edsel đã nhiều lần nhấn mạnh: cần một model mới. Ông già Ford vẫn theo đuổi kế hoạch về một cải tiến lớn trong thiết kế kỹ thuật động cơ, chassis và các sự cần thiết cơ khí khác, trong khi bỏ phần phát triển thiết kế thân xe cho con trai. Edsel cũng gắng sức thuyết phục cha về sự chống đối lúc đầu của ông trong kết luận về truyền động thay đổi kiểu trượt (sliding-shift transmission). Kết quả rất thành công Ford Model A, được giới thiệu vào tháng 12 năm 1927 và được sản xuất tới 1931, với tổng số xuất xưởng hơn bốn triệu chiếc. Sau đó công ty chấp nhận một hệ thống thay đổi model hàng năm và hiện nó vẫn được các nhà sản xuất ô tô áp dụng.
Ford là một người ủng hộ ngành hàng không từ rất sớm. Ông tài trợ rất nhiều cho Stout Metal Airplane Company, công ty này phát triển Ford Tri-Motor, một máy bay dân dụng loại lớn đầu tiên.
Trong thập niên ba mươi, Ford cũng đã vượt qua được sự phản đối của mình đối với các công ty tài chính, và Universal Credit Company của Ford đã trở thành một tổ chức tài chính lớn đầu tư vào ngành ô tô.

### Cái chết của Edsel
Tháng 5, 1943, Edsel Ford chết, để trống chiếc ghế chủ tịch công ty. Henry Ford tiến cử Harry Bennett người đã hợp tác với ông từ lâu lên giữ chức này. Vợ góa của Edsel là Eleanor, người đã thừa kế cổ phần của Edsel, muốn con mình là Henry Ford II được nắm vị trí đó. Vấn đề được giải quyết sau một giai đoạn khi chính Henry, lúc ấy đã 79 tuổi, phải đích thân giữ chức đó. Henry Ford II ra khỏi Hải quân và trở thành phó chủ tịch chấp hành, trong khi Harry Bennett có một ghế trong hội đồng và chịu trách nhiệm về nhân sự, các quan hệ lao động và quan hệ đối ngoại.
Công ty đã rơi vào thời kỳ khó khăn trong hai năm sau đó, thua lỗ $10 triệu một tháng. Tổng thống Franklin D. Roosevelt đã phải cấp cho Công ty Ford Motor một khoản tiến cứu trợ để việc sản xuất của họ có thể tiếp tục trong thời chiến.Tình trạng suy yếu của Henry Ford đã khá rõ ràng và vợ cùng con dâu của ông buộc ông phải từ chức trao quyền cho cháu trai, Henry Ford II.

### Triết lý lao động của Ford
Henry Ford có những ý tưởng rất đặc biệt về các quan hệ với công nhân. Ngày 5 tháng 1 năm 1914 Ford tuyên bố chương trình 5 dollar một ngày của ông. Chương trình này kêu gọi giảm giờ làm từ 9 giờ xuống còn 8 giờ và nâng lương tối thiểu trên ngày từ $2.34 lên $5 cho các công nhân lành nghề. Ford coi trọng việc tăng đền bù như một hình thức chia lợi nhuận hơn là lương. Lương được trả cho người lao động trên tuổi 22, đã làm việc cho công ty sáu tháng hay hơn, và, một điều rất quan trọng, phải sống theo kiểu mà Ford tán thành. Công ty lập nên một Phòng xã hội học gồm 150 nhà điều tra và nhân viên phụ trợ để kiểm tra điều này. Thậm chí với những yêu cầu như vậy, một phần đông công nhân vẫn đủ tư cách được chia lợi nhuận.
Trái ngược hẳn lại, Ford kiên quyết phản đối các liên đoàn lao động bên trong các nhà máy của mình. Để sớm ngăn chặn các hoạt động công đoàn, ông ủng hộ Harry Bennett, cựu boxer hải quân, làm chủ tịch Phòng dịch vụ. Bennett đã sử dụng nhiều mưu kế dọa dẫm để nghiền nát tổ chức công đoàn. Rắc rối nổi tiếng nhất, năm 1937, là một cuộc cãi lộn dẫn tới đổ máu giữa những nhân viên an ninh công ty và những người tổ chức, sau này được gọi là vụ Trận đánh nhau giữa các Overpass.
Ford là nhà sản xuất ô tô cuối cùng ở Detroit công nhận công đoàn Liên hiệp công nhân ô tô UAW). Một cuộc biểu tình ngồi của công đoàn UAW tháng 4 năm 1914 đã đóng cửa River Rouge Plant. Dưới sức ép của Edsel và vợ và Clara, Henry Ford cuối cùng đã phải đồng ý thu nhận những kiến nghị bên trong các nhà máy của Ford, và hợp đồng đầu tiên với UAW được ký tháng 6 năm 1941.

## Con tàu hòa bình
Năm 1915, ông hỗ trợ tiền cho một chuyến đi đến châu Âu, nơi Chiến tranh thế giới thứ nhất đang sắp nổ ra, cho ông và 170 lãnh đạo hòa bình nổi tiếng khác. Ông đã nói với Tổng thống Wilson về chuyến đi này nhưng không nhận được ủng hộ từ phía chính phủ. Nhóm của ông tới nước Thụy Điển và Hà Lan trung lập để gặp gỡ với những nhà hoạt động hòa bình ở đó. Ford, mục tiêu của nhiều sự nhạo báng, đã rời khỏi tàu ngay sau khi nó tới Thụy Điển.

## Chủ nghĩa bài Do Thái và TờThe Dearborn Independent

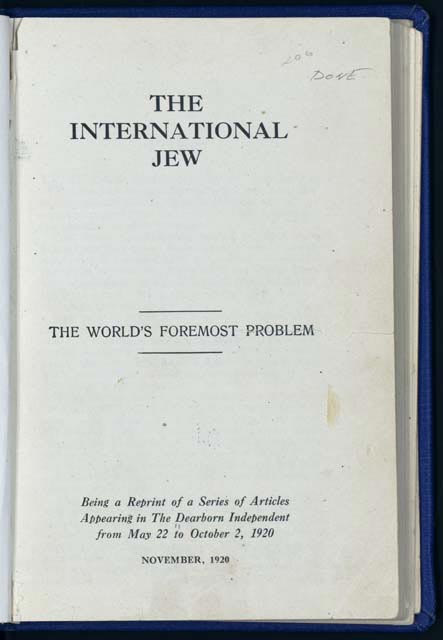
The International Jew, the World's Foremost Problem. Articles from The Dearborn Independent, 1920

Năm 1918 thư ký chính của Ford là Ernst Liebold bị một nhà báo cáo buộc đã nói chuyện bằng tiếng Đức với một nhà báo từ tờ báo tiếng Đức là Chicago. Tình báo quân đội đã điều tra và hủy bỏ vụ việc vì không có cơ sở. Liebold là người chịu trách nhiệm việc sử dụng tên tuổi của Ford năm 1919 và báo chí để chỉ trích người Do Thái (nhiều năm trước khi phong trào Phát xít bắt đầu).
Liebold đã sử dụng quyền lực của Ford để bắt đầu một tạp chí, The Dearborn Independent, năm 1919. Tờ báo hoạt động trong tám năm, trong thời gian đó Liebold đã tái bản "Protocols of the Learned Elders of Zion," vốn hồi đó đã bị tai tiếng là một sự giả mạo. Hiệp hội sử học Do Thái ở Mỹ coi những ý tưởng trong tờ tạp chí đó là "chống nhập cư, chống lại lao động, chống rượu, và bài Do Thái". Tháng 2, 1921, tờ New York World in một bài phỏng vấn Ford, trong đó ông nói "Lời tuyên bố duy nhất tôi có thể đưa ra về các Protocols là chúng phù hợp với những gì đang diễn ra. Chúng đã mười sáu tuổi, và chúng đã phù hợp với tình hình thế giới cho tới thời điểm này. Hiện chúng đang thích hợp với nó."
Tờ Independent cũng cho in, dưới tên Ford, nhiều bài báo chống Do Thái từng được in đầu thập kỷ 1920 dưới hình thức một bộ bốn tập, được tập hợp với cái tên "Người Do Thái trên thế giới, Vấn đề đầu tiên của thế giới." Bị lên án bởi Liên đoàn chống phỉ báng (ADL), tuy nhiên các bài báo rõ ràng lên án những cuộc thảm sát người Do Thái và bạo lực chống lại họ (Tập 4, Chương 80), thích hợp với việc lên án các vụ bạo lực số đông nhằm vào người Do Thái hơn. Trên thực tế chẳng có bài nào trong số này do Ford viết ra, mặc dù có thể chúng được ông ngụ ý đồng ý.
Việc kiện cáo phỉ báng về vụ bài Do Thái dẫn Ford tới hành động đóng cửa tờ Dearborn Independent tháng 12 năm 1927. Trong thời gian xử án, tổng biên tập tờ báo của Ford là William Cameron, đã chứng minh rằng Ford chẳng có liên hệ gì tới các công việc tòa soạn mặc dù đúng ra chúng là của ông. Cameron nói ông không bao giờ tranh cãi về nội dung các trang báo hay phải gửi chúng tới để xin ý kiến của Ford. [Lewis, The Public Image of Henry Ford, pp. 140–156; Baldwin p 220-221] Ford chính thức rút lui tờ International Jew và Protocols. Tháng 1, 1942, Ford đã viết một bức thư ngỏ tới ADL phản đối lòng căm ghét với người Do Thái và bày tỏ hy vọng của ông rằng sự căm ghét người Do Thái sẽ giảm bớt đi với thời gian. Tuy nhiên, những nhóm cực đoan thường tái sử dụng lại những thứ đó—dù không được phép; nó vẫn xuất hiện trên những trang web bài Do Thái và Quốc xã mới.

## Ford làm ăn với thế giới
Ford đã có một cam kết chắc chắn rằng thương mại quốc tế tạo ra hòa bình quốc tế, và ông đã sử dụng Model T để giúp mở rộng điều ông tin tưởng. [Watts 236-40] Ông đã mở xưởng lắp ráp đầu tiên ở Anh Quốc ngay từ năm 1911, và nhanh chóng trở thành nhà sản xuất lớn nhất ở đó. Ông cũng làm như vậy ở Canada. Năm 1912 ông giúp Agnelli của Fiat ở Italia. Trong thập kỷ 1920 ông mở nhiều nhà máy ở Australia, Ấn Độ thuộc Pháp và Đức. Ông thực nghiệm trồng cao su ở vùng rừng Amazon và gọi nó là Fordlândia; đây là một trong số ít những thất bại của ông, và tới năm 1929 ông đã có quan hệ buôn bán thành công trên sáu lục địa. [Wilkins] Năm 1929 Ford chấp nhận lời mời của Stalin để xây một nhà máy hiện đại tại Gorky—và ông đã gửi các kỹ sư cùng thợ máy Mỹ, gồm cả nhà lãnh đạo lao động tương lai Walter Reuther tới đó. Khi Hoa Kỳ còn đang có hóa bình với quốc gia nào đó, Công ty Ford Motor còn làm ăn với quốc gia đó. Những nhà máy đầu tiên ở Đức được xây dựng trong thập kỷ 1920 với sự ủng hộ của Herbert Hoover và Sở thương mại, họ đồng ý với lý thuyết của Ford rằng thương mại quốc tế là mục tiêu căn bản của Ford cho hòa bình thế giới.[Wilkins]
Hình ảnh của Ford làm cho người châu Âu, đặc biệt là người Đức, kính nể, nó gợi lên "nỗi sợ cho một số người, sự say mê đối với những người khác, và sự mê hoặc cho tất cả" [Nolan tr. 31]. Tất cả những người Đức bàn về chủ nghĩa Ford đều tin rằng nó tượng trưng cho một thứ gì đó thuộc về phần tinh túy của Mỹ. Một nhà lãnh đạo công đoàn đã nhấn mạnh rằng những công việc của Ford—tầm vóc, nhịp độ, sự tiêu chuẩn hoá, và triết lý coi sản xuất là dịch vụ—là điều Mỹ nhất mà ông thấy ở Hoa Kỳ. Cả những người ủng hộ và chỉ trích đều nhấn mạnh rằng chủ nghĩa Ford là hình ảnh thu nhỏ của sự phát triển chủ nghĩa tư bản Mỹ và rằng nền công nghiệp ô tô là then chốt để hiểu được các mối quan hệ kinh tế và xã hội ở Mỹ. Như một người Đức từng giải thích, "Ô tô đã làm thay đổi rất lớn kiểu sống của người Mỹ tới mức hiện nay một người Mỹ khó có thể tưởng tượng rằng anh ta có thể sống mà không có nó. Khó có thể nhớ cuộc sống đã từng thế nào trước khi Ford bắt đầu thuyết giảng học thuyết về sự cứu rỗi." [Nolan tr. 31]. Đối với nhiều người Đức, Henrry Ford là hiện thân của bản chất của chủ nghĩa Mỹ. Một nhà báo của tờ Detroit News đã phỏng vấn Hitler năm 1931 (hai năm trước khi ông lên nắm quyền) và hỏi ông về tấm ảnh Ford trên bàn của ông; Hitler đã nói với cô, "Tôi coi Henry Ford như người truyền cảm hứng cho mình." Năm 1928 lãnh sự Đức ở Cleveland đã trao cho Ford và một quan chức cao cấp của General Motors giải thưởng Grand Cross of the German Eagle vì đã chế tạo xe hơi cho đại chúng. A picture of Ford receiving the Cross is available here.

## Quỹ Ford
Henry Ford, cùng con trai là Edsel, đã lập ra Quỹ Ford năm 1936 với một hiến chương rộng để thúc đẩy sự thịnh vượng của con người. Ford đã chia cổ phần của ông thành những số lượng cổ phần có quyền biểu quyết nhỏ và trao chúng cho gia đình, và một lượng lớn những cổ phần không có quyền biểu quyết cho quỹ. Quỹ đã trở nên to lớn và tới năm 1950, đã trở thành một tổ chức ở tầm thế giới. Nó đã bán tất cả mọi cổ phần của nó trên thị trường chứng khoán và không còn giữ quan hệ với Công ty Ford Motor và gia đình Ford.

## Cái chết
Ford bị đột quỵ lần đầu tiên năm 1938, sau đó ông chuyển quyền điều hành công ty cho Edsel. Khi Edsel chết, năm 1943, Ford buộc phải tạm ngừng nghỉ ngơi. Trong tình trạng sức khỏe kém, ông đã chuyển quyền lãnh đạo cho cháu trai Henry Ford II vào tháng 9 năm 1945, và về nghỉ. Ông chết năm 1947 vì một vụ xuất huyết não ở tuổi 83 tại Fair Lane, trong lãnh địa của ông ở Dearborn, và được chôn trong nghĩa trang Ford tại Detroit.

## Những lời trích dẫn
Ford rất hay đưa ra lời châm biếm, và đã thuê các nhà văn sản xuất ra những câu cách ngôn để gán cho mình.
- "Lịch sử dù sao cũng là một cái đã qua rồi. Nó là truyền thống. Chúng ta không thích truyền thống. Chúng ta muốn sống trong thực tại, và chỉ duy nhất thứ lịch sử đáng giá bằng một câu chửi thề của người thợ hàn là thứ lịch sử mà chúng ta tạo ra ngày hôm nay."
- "Những nhà tài chính quốc tế đứng đằng sau mọi cuộc chiến. Họ là những người được gọi là Do Thái quốc tế -- Do Thái Đức, Do Thái Pháp, Do Thái Anh, Do Thái Mỹ. Tôi tin rằng ở tất cả các nước đó, trừ Mỹ, những nhà tài chính Do Thái là tối thượng... Ở đây, người Do Thái là một mối đe doạ."
- "Không có gì là quá khó, nếu bạn chia nó thành từng công việc nhỏ."
- "Bất kỳ ai dừng học tập đều già, dù anh ta ở tuổi hai mươi hay tám mươi. Bất kỳ ai đang học tập đều trẻ. Điều vĩ đại nhất trong cuộc sống là giữ tâm hồn bạn trẻ trung."
- "Bất kỳ khách hàng nào cũng có thể có được một chiếc xe sơn bất kỳ màu nào anh ta muốn khi nó còn đang là màu đen."
- "Đa số mọi người tiêu phí thời gian và sức lực vào việc đi đường vòng để tránh các vấn đề hơn là tìm cách giải quyết chúng."
- "Tôi không tin vào tình trạng sẵn sàng. Nó giống như một người đang cầm một khẩu súng. Con người và các quốc gia mang súng sẽ gặp rắc rối. Nếu tôi có cách, tôi sẽ ném tất cả thuốc súng xuống biển và lột hết quân phục của mọi binh lính và thủy thủ."
- "Tôi theo thuyết tái sinh khi tôi hai mươi sáu tuổi. Tín ngưỡng không cống hiến tí gì về vấn đề này. Ngay cả sự nghiệp cũng không thể cho tôi sự mãn nguyện hoàn toàn. Sự nghiệp sẽ vô bổ nếu ta không thể đem cái kinh nghiệm mà ta thu góp trong kiếp này để sử dụng trong kiếp sau. Khi tôi khám phá ra thuyết tái sanh thì thời gian không còn bị hạn chế nữa. Tôi không còn làm nô lệ cho kim đồng hồ nữa... Tôi muốn san sẻ với người khác sự an tịnh mà cái thấy ấy đã đem lại cho ta."
- " Một trong những hạnh phúc lớn nhất ở trên đời là tình bạn, hạnh phúc lớn nhất trong tình bạn là có một người gửi gắm tâm tình."

## Những thí dụ phụ
Henry Ford từ lâu đã chú ý tới sự phát triển các loại nhựa từ các sản phẩm nông nghiệp, đặc biệt là đậu nành. Các sản phẩm nhựa từ đậu nành đã được sử dụng ở Công ty ô tô Ford trong thập kỷ 1930 cho những phần nhựa như còi, sơn, vv... Dự án này lên tới đỉnh điểm vào năm 1942, khi Ford được cấp bằng sáng chế một chiếc ô tô hầu như được làm toàn bằng nhựa, được gắn vào một khung hàn hình ống. Nó nhẹ hơn 30% so với xe bằng sắt thép, và được nói là có thể chống lại các lực tác động lớn hơn thép mười lần. Hơn nữa, nó chạy bằng cồn thực vật là (ethanol) chứ không dùng xăng. Thiết kế này không bao giờ được ưa chuộng. [Lewis 1995]
Ford giữ một nơi nghỉ dưỡng (được gọi là "Ford Plantation") ở Richmond Hill, Georgia. Về căn bản ông đóng góp cho cộng đồng, xây một nhà nguyện và một ngôi trường và sử dụng một lượng lớn người địa phương.
Ford chú ý tới việc "sưu tập văn minh Mỹ". Trong thập kỷ 1920s, ông bắt đầu làm việc để biến Sudbury, Massachusetts thành một làng có chủ đề lịch sử. Ông chuyển ngôi trường (mà người ta cho là) được nhắc đến trong bài hát ru, Mary có một chú cừu nhỏ từ Sterling, Massachusetts và mua di tích lịch sử Wayside Inn. Kế hoạch này không bao giờ thành công, nhưng Ford tiếp tục thực hiện nó với việc sáng tạo ra Greenfield Village ở Dearborn, Michigan. Có lẽ nó cũng lấy cảm hứng từ sự sáng tạo Old Sturbridge Village. Cùng lúc ấy ông bắt đầu sưu tập các đồ vật cho bảo tàng của mình, nó có chủ đề công nghệ thực tiễn. Nó được mở cửa năm 1929 với tên Viện Edison và hiện vẫn đang mở cửa mặc dù đã được hiện đại hóa hơn nhiều.
Henry Ford đôi khi được coi là tác giả của phát minh ô tô mà nói chung thuộc về Karl Benz, và dây chuyền sản xuất do Ransom E. Olds sáng tạo ra. Những công nhân của Ford đã thực sự phát triển dây chuyền lắp ráp di động đầu tiên dựa trên kỹ thuật băng tải.

### Những nguồn đầu tiên
- Ford, Henry and Crowther, Samuel; My Life and Work Lưu trữ ngày 12 tháng 10 năm 2008 tại Wayback Machine, 1922. Bản tiếng Việt: Henry Ford: Cuộc đời và sự nghiệp của tôi, Alpha Books & Nhà xuất bản Lao động, 3/2006
- Ford, Henry and Crowther, Samuel; Today and Tomorrow, 1926
- Ford, Henry and Crowther, Samuel; Moving Forward, 1930
- Bennett, Harry, as told to Paul Marcus. Ford: We Never Called Him Henry, 1951
- Sorensen, Charles E., with Samuel T. Williamson. My Forty Years with Ford, 1956; ISBN 0-915299-36-4

### Những tiểu sử
- Bak, Richard. Henry and Edsel: The Creation of the Ford Empire (2003)
- Brinkley, Douglas G. Wheels for the World: Henry Ford, His Company, and a Century of Progress (2003)
- Halberstam, David. "Citizen Ford" American Heritage 1986 37(6): 49-64. interpretive essay
- Jardim, Anne. The First Henry Ford: A Study in Personality and Business Leadership Massachusetts Inst. of Technology Press 1970.
- Lacey, Robert. Ford: The Men and the Machine Little, Brown, 1986. popular biography
- Lewis, David I. The Public Image of Henry Ford: An American Folk Hero and His Company Wayne State U Press (1976),
- Nevins, Allan (1954). Ford: The Times, The Man, The Company. Frank Ernest Hill. New York: Charles Scribners' Sons.
- Nevins, Allan (1957). Ford: Expansion and Challenge, 1915-1933. Frank Ernest Hill. New York: Charles Scribners' Sons.
- Nevins, Allan (1962). Ford: Decline and Rebirth, 1933-1962. Frank Ernest Hill. New York: Charles Scribners' Sons.
- Nye, David E. Henry Ford: "Ignorant Idealist." Kennikat, 1979.
- Watts, Steven.  The People's Tycoon: Henry Ford and the American Century (2005)

### Những nghiên cứu đặc biệt
- Batchelor, Ray. Henry Ford: Mass Production, Modernism and Design Manchester U. Press, 1994.
- Bonin, Huber et al. Ford, 1902-2003: The European History 2 vol Paris 2003. ISBN 2914 369 069 scholarly essays in English; reviewed in * Holden, Len. "Fording the Atlantic: Ford and Fordism in Europe" in Business History  Volume 47, #1 tháng 1 năm 2005 pp 122–127
- Brinkley, Douglas. "Prime Mover". American Heritage 2003 54(3): 44-53. on Model T
- Bryan, Ford R. Henry's Lieutenants, 1993; ISBN 0-8143-2428-2
- Bryan, Ford R. Beyond the Model T: The Other Ventures of Henry Ford Wayne State Press 1990.
- Dempsey, Mary A. "Fordlandia," Michigan History 1994 78(4): 24-33. Ford's rubber plantation in Brazil
- Jacobson, D. S. "The Political Economy of Industrial Location: the Ford Motor Company at Cork 1912-26." Irish Economic and Social History 1977 4: 36-55. Ford and Irish politics
- Kraft, Barbara S. The Peace Ship: Henry Ford's Pacifist Adventure in the First World War Macmillan, 1978
- Levinson, William A. Henry Ford's Lean Vision: Enduring Principles from the First Ford Motor Plant, 2002; ISBN 1-56327-260-1
- Lewis, David L. "Ford and Kahn" Michigan History 1980 64(5): 17-28. Ford commissioned architect Albert Kahn to design factories
- Lewis, David L. "Henry Ford and His Magic Beanstalk". Michigan History 1995 79(3): 10-17. Ford's interest in soybeans and plastics
- Lewis, David L. "Working Side by Side" Michigan History 1993 77(1): 24-30. Why Ford hired large numbers of black workers
- McIntyre, Stephen L. "The Failure of Fordism: Reform of the Automobile Repair Industry, 1913-1940: Technology and Culture 2000 41(2): 269-299. repair shops rejected flat rates
- Meyer, Stephen. The Five Dollar Day: Labor Management and Social Control in the Ford Motor Company, 1908-1921 (1981)
- Nolan; Mary. Visions of Modernity: American Business and the Modernization of Germany (1994)
- Daniel M. G. Raff and Lawrence H. Summers (tháng 10 năm 1987). "Did Henry Ford Pay Efficiency Wages?". Journal of Labor Economics. Quyển 5 số 4. tr. S57 – S86.{{Chú thích tạp chí}}:  Quản lý CS1: năm (liên kết)
- Pietrykowski, Bruce. "Fordism at Ford: Spatial Decentralization and Labor Segmentation at the Ford Motor Company, 1920-1950" Economic Geography 1995 71(4): 383-401.
- Roediger, David, ed "Americanism and Fordism - American Style: Kate Richards O'hare's 'Has Henry Ford Made Good?'" Labor History 1988 29(2): 241-252. Socialist praise for Ford in 1916
- Segal, Howard P. "'Little Plants in the Country': Henry Ford's Village Industries and the Beginning of Decentralized Technology in Modern America" Prospects 1988 13: 181-223. Ford created 19 rural workplaces as pastoral retreats
- Tedlow, Richard S. "The Struggle for Dominance in the Automobile Market: the Early Years of Ford and General Motors" Business and Economic History 1988 17: 49-62. Ford stressed low price based on efficient factories but GM did better in oligopolistic competition by including investment in manufacturing, marketing, and management.
- Thomas, Robert Paul. "The Automobile Industry and its Tycoon" Explorations in Entrepreneurial History 1969 6(2): 139-157. argues Ford did NOT have much influence on US industry,
- Valdés, Dennis Nodin. "Perspiring Capitalists: Latinos and the Henry Ford Service School, 1918-1928" Aztlán 1981 12(2): 227-239. Ford brought hundreds of Mexicans in for training as managers
- Wilkins, Mira and Frank Ernest Hill, American Business Abroad: Ford on Six Continents Wayne State University Press, 1964
- Williams, Karel, Colin Haslam and John Williams, "Ford versus `Fordism': The Beginning of Mass Production?" Work, Employment & Society, Vol. 6, No. 4, 517-555 (1992), stress on Ford's flexibility and commitment to continuous improvements

### Do Thái, chủ nghĩa bài Do Thái và Đức Quốc xã
- Baldwin, Neil; Henry Ford and the Jews: The Mass Production of Hate; PublicAffairs, 2000; ISBN 1-58648-163-0
- Foust, James C. "Mass-produced Reform: Henry Ford's Dearborn Independent" American Journalism 1997 14(3-4): 411-424.
- Higham, Charles, Trading With The Enemy 1983
- Kandel, Alan D. "Ford and Israel" Michigan Jewish History 1999 39: 13-17. covers business and philanthropy
- Lee, Albert; Henry Ford and the Jews; Rowman & Littlefield Publishers, Inc., 1980; ISBN 0-8128-2701-5
- Lewis, David L. "Henry Ford's Anti-semitism and its Repercussions" Michigan Jewish History 1984 24(1): 3-10.
- Reich, Simon (1999) "The Ford Motor Company and the Third Reich" Dimensions, 13(2): 15 - 17 online
- Ribuffo, Leo P. "Henry Ford and the International Jew" American Jewish History 1980 69(4): 437-477.
- Sapiro, Aaron L. "A Retrospective View of the Aaron Sapiro-Henry Ford Case" Western States Jewish Historical Quarterly 1982 15(1): 79-84.
- Silverstein, K. (2000) "Ford and the Fuhrer" The Nation 270(3): 11 - 16
- Wallace, Max The American Axis: Henry Ford, Charles Lindbergh, and the Rise of the Third Reich; ISBN 0-312-33531-8
- Woeste, Victoria Saker. "Insecure Equality: Louis Marshall, Henry Ford, and the Problem of Defamatory Antisemitism, 1920-1929" Journal of American History 2004 91(3): 877-905.